# 小行星3197
小行星3197（3197 Weissman）是一颗围绕太阳公转的小行星。1981年1月1日，愛德華·鮑威爾在可可尼诺县发现了此天体。
該小行星以美國彗星物理學家保羅·羅伯特·魏斯曼（Paul Robert Weissman）命名。
这颗小行星的绝对星等为313.10921414748等。